# Вандерарден, Эрик
Эрик Вандерарден (нидерл. Eric Vanderaerden; род. 11 февраля 1962, коммуна Люммен, провинция Лимбург, Бельгия)  — бельгийский профессиональный шоссейный велогонщик в 1983-1996 годах.

## Достижения

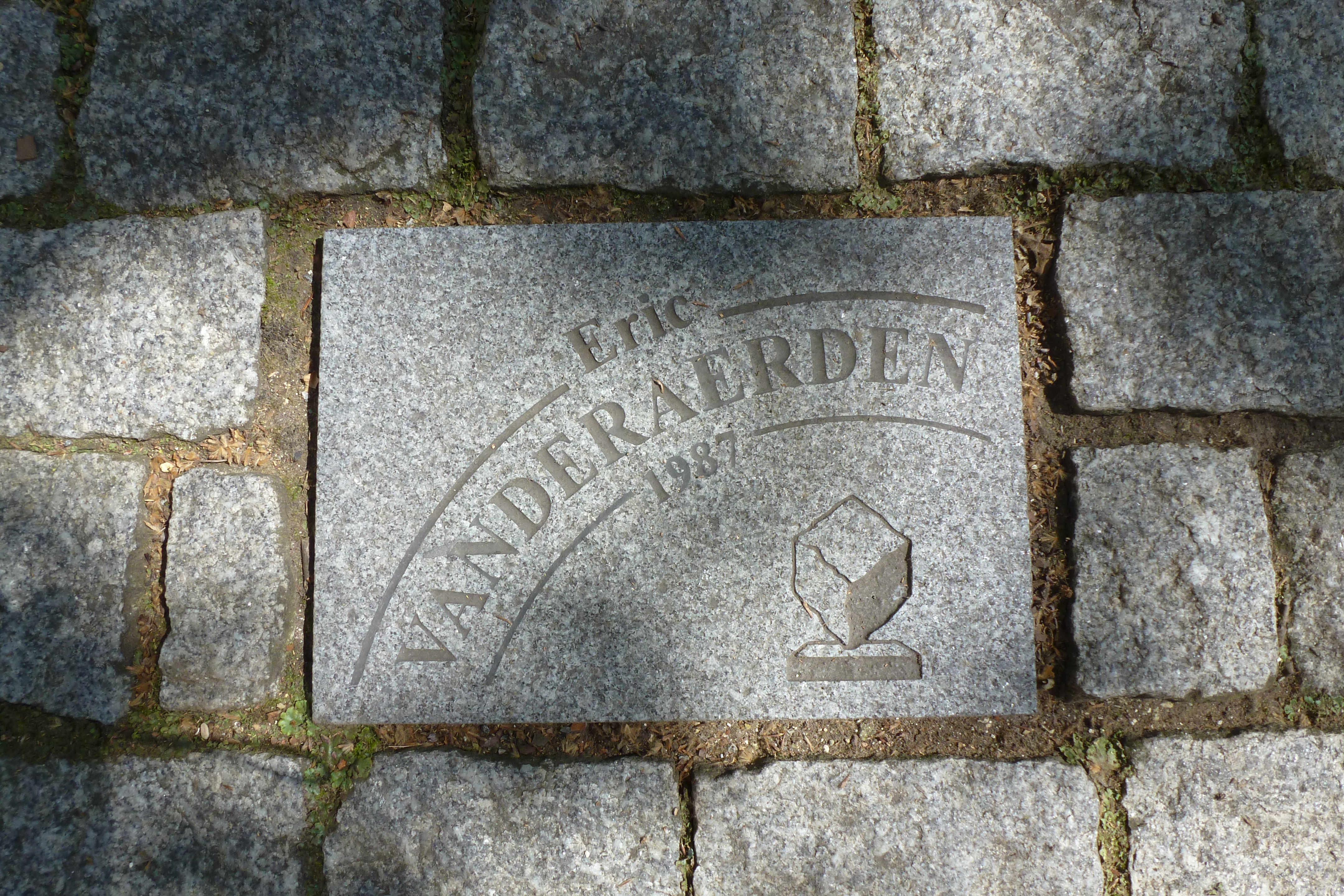
Мемориальная доска победителя Париж — Рубе 1987

1979
1-й  Чемпион Бельгии — цикло-кросс (юниоры)
1-й Тур Фландрии (юниоры)
4-й Чемпионат мира — Групповая гонка (юниоры)
6-й Чемпионат мира —  цикло-кросс (юниоры)
1980
1-й  Чемпион Бельгии — цикло-кросс (юниоры)
1-й Étoile du Sud-Limbourg (юниоры)
2-й  Чемпионат мира — Групповая гонка (юниоры)
3-й Тур Фландрии (юниоры)
1981
1-й  Чемпион Бельгии — цикло-кросс (юниоры)
1-й Тур Фландрии U23
2-й Тур Валлонии — Генеральная классификация
1-й — Этапы 2 и 4
1982
1-й Тур Валлонии — Генеральная классификация
1-й — Этапы 2 и 3a
1-й Flèche ardennaise
2-й Troyes —  Dijon
5-й  Чемпионат мира — Командная гонка
1983
Тур де Франс
1-й — Пролог
 Лидер в генеральной классификации после Пролога и Этапа 1
1-й — Пролог и Этап 7a Париж — Ницца
1-й — Этапы 2 и 11 Вуэльта Испании
1-й — Пролог и Этап 2 Grand Prix du Midi libre
2-й Гран-при Валлонии
2-й Гран-при Эдди Меркса
3-й Гран-при Монако
3-й Дварс дор Фландерен
4-й Милан — Сан-Ремо
5-й Кюрне — Брюссель — Кюрне
6-й Гран-при Пино Черами
1984
1-й  Чемпион Бельгии — Групповая гонка
1-й — Этапы 10 и 23 Тур де Франс
1-й Париж — Брюссель
1-й — Пролог, Этапы 2 и 7 Тур Швейцарии
1-й — Этап 2 Тур Нидерландов
2-й Три дня Де-Панне — Генеральная классификация
1-й — Этапы 1a и 3
2-й Гент — Вевельгем
2-й Эшборн — Франкфурт
3-й Милан — Сан-Ремо
4-й E3 Харелбеке
6-й Дварс дор Фландерен
8-й Супер Престиж Перно
9-й Четыре дня Дюнкерка — Генеральная классификация
1-й  — Очковая классификация
1-й — Этапы 1 и 3
9-й Омлоп Хет Ниувсблад
10-й Тур Фландрии
1985
1-й Гент — Вевельгем
1-й Тур Фландрии
Тур де Франс
1-й — Этапы 13 и 19 
 Лидер в генеральной классификации после Этапов 1 — 3
1-й — Этап 4 Тур Швейцарии
1-й Тур Лимбурга
1-й Тур Нидерландов — Генеральная классификация
1-й — Этапы 1 и 5a
1-й Гран-при Эдди Меркса — Индивидуальная гонка
1-й — Этапы 1b (ИГ) и 3 Три дня Де-Панне
1-й — Пролог и Этап 1 Тур Средиземноморья
1-й — Этап 6 Тиррено — Адриатико
1-й — Этап 1 Этуаль де Бессеж
2-й Дварс дор Фландерен
4-й Милан — Сан-Ремо
4-й Эшборн — Франкфурт
6-й E3 Харелбеке
8-й Супер Престиж Перно (вместе с Робертом Милларом)
9-й Тур Бельгии — Генеральная классификация
9-й Гран-при Марсельезы
1986
1-й  Тур де Франс — Очковая классификация
1-й  Три дня Де-Панне — Генеральная классификация
1-й — Этап 1
1-й Дварс дор Фландерен
1-й Брюссель — Ингойгем
1-й E3 Харелбеке
1-й — Этап 4a Тур Нидерландов
1-й — Этапы 2 и 5b Тур Средиземноморья
1-й — Этап 1 Тур Ирландии
2-й Шесть дней Роттердама (трек)
3-й Схелдепрейс
4-й Париж — Брюссель
10-й Тур Фландрии
1987
1-й Париж — Рубе
1-й Гран-при Эдди Меркса — Индивидуальная гонка
1-й  Три дня Де-Панне — Генеральная классификация
1-й — Этапы 1a, 2 и 3
1-й Delta Profronde
1-й — Этап 4 Тур Средиземноморья
2-й Милан — Сан-Ремо
2-й Flèche hesbignonne-Cras Avernas
3-й Тур Фландрии
3-й Париж — Брюссель
3-й Шесть дней Атверпена (трек)
5-й Супер Престиж Перно
5-й E3 Харелбеке
5-й Омлоп Хет Ниувсблад
6-й Париж — Тур
7-й Тур Дании — Генеральная классификация
1-й — Этап 5
8-й Гент — Вевельгем
1988
1-й  Три дня Де-Панне — Генеральная классификация
1-й — Этапы 1b (ИГ) и 2
1-й Тур Лимбурга
1-й — Этап 2 (КГ) Тур де Франс
3-й Четыре дня Дюнкерка — Генеральная классификация
1-й — Этапы 4 и 5
4-й Тиррено — Адриатико — Генеральная классификация
1-й — Этап 5
6-й Париж — Тур
7-й Схелдепрейс
7-й E3 Харелбеке
1989
1-й Гран-при Раймонда Импаниса
1-й  Три дня Де-Панне — Генеральная классификация
1-й — Этапы 1a и 1b (ИГ)
1-й  Тур Ирландии — Генеральная классификация
1-й — Этапы 2, 3, 4 и 5a (ИГ)
1-й — Этапы 2 и 6 Вуэльта Бургоса
1-й — Этап 4 Международная неделя Коппи и Бартали
1-й — Этап 3b (ИГ) Тур Люксембурга
1-й — Этап 1 Тур Швейцарии
1-й — Этап 4 Тур Нидерландов
1-й — Этап 5 Вуэльта Андалусии
1-й Шесть дней Атверпена (трек)
2-й Париж — Тур
3-й Tour DuPont — Генеральная классификация
1-й — Этапы 3, 5, 6 и 7 (ИГ)
3-й Тур Лимбурга
4-й Схелдепрейс
4-й Гент — Вевельгем
5-й Омлоп Хет Ниувсблад
1990
1-й — Этап 5 Тиррено — Адриатико
1-й — Этап 6 Тур де л’Авенир
Этуаль де Бессеж
1-й — Очковая классификация
1-й — Этапы 2 и 3
1-й — Этап 1b Тур Люксембурга
1-й — Этап 4 Тур Нидерландов
1-й Шесть дней Атверпена (трек)
2-й Схелдепрейс
2-й Гран-при Вилворде
3-й Grand Prix de la Libération
3-й Бенш — Шиме — Бенш
6-й Тур Бельгии — Генеральная классификация
8-й Омлоп Хет Ниувсблад
9-й Три дня Де-Панне — Генеральная классификация
1-й — Этап 1b (ИГ)
10-й Тур Нидерландов — Генеральная классификация
1991
1-й Дварс дор Фландерен
1-й — Этап 6 Вуэльта Валенсии
1-й — Этап 5 Тур Люксембурга
1-й — Этап 1 Тур Ирландии
2-й Ле-Самен
3-й Милан — Сан-Ремо
3-й Бенш — Шиме — Бенш
4-й Гент — Вевельгем
5-й Амстел Голд Рейс
6-й Тур Нидерландов — Генеральная классификация
1992
1-й — Этап 17 Вуэльта Испании
1-й — Этап 2 Тур Ирландии
2-й Ле-Самен
3-й E3 Харелбеке
3-й Омлоп Хет Ниувсблад
5-й Тур Лимбурга
8-й Париж — Брюссель
1993
1-й  Три дня Де-Панне — Генеральная классификация
1-й — Спринтерская классификация
1-й — Этап 2 (КГ)
1-й — Этап 3 Этуаль де Бессеж
2-й Гент — Вевельгем
2-й Delta Profronde
3-й Омлоп Хет Ниувсблад
4-й E3 Харелбеке
8-й Ле-Самен
1995
2-й Гран-при Рика Ван Стенбергена
4-й Схелдепрейс
6-й Париж — Рубе
1996
3-й Схелдепрейс

## Статистика выступлений

### Гранд-туры
| Гранд-тур                 | 1983 | 1984 | 1985 | 1986 | 1987 | 1988 | 1989 | 1990 | 1991 | 1992 | 1993 | 1994 | 1995 |
| ------------------------- | ---- | ---- | ---- | ---- | ---- | ---- | ---- | ---- | ---- | ---- | ---- | ---- | ---- |
| Джиро д’Италия            | —    | —    | —    | 124  | —    | 75   | —    | —    | —    | —    | —    | НФ   | —    |
| Тур де Франс              | НФ   | 90   | 87   | 125  | —    | НФ   | НФ   | НФ   | 127  | НФ   | НФ   | —    | НФ   |
| (c 2010 ) Вуэльта Испании | НФ   | —    | —    | —    | —    | —    | —    | —    | 102  | 132  | —    | 116  | —    |

| —  | Не участвовал  |
| НФ | Не финишировал |